# 구점
《구점》(句点)은 대한민국의 가수인 미나의 7번째 싱글 음반이다. 2015년 10월 21일에 발매되었다. 대한민국의 CMB와 홍콩의 TVB가 공동 제작한 드라마 《7일 간의 로맨스》의 OST로 사용된 노래인 〈가만히〉의 중국어 버전 노래로서 이별의 아픔과 슬픔에 빠진 여자의 마음을 주제로 하고 있다.

## 수록곡
| #            | 제목                    | 작사         | 작곡         | 재생 시간 |
| ------------ | ----------------------- | ------------ | ------------ | --------- |
| 1.           | 〈句点 (이별)〉         | 조재윤       | 조재윤       | 03:02     |
| 2.           | 〈句点 (이별) (Inst.)〉 |              | 조재윤       | 03:02     |
| 총 재생 시간 | 총 재생 시간            | 총 재생 시간 | 총 재생 시간 | 06:04     |